# Excellence Century Plaza
Excellence Century Plaza — комплекс небоскрёбов, расположенный в китайском городе Шэньчжэнь, в районе Футянь. Построен в 2010 году. Владельцем комплекса является компания Excellence Century Real Estate Development, архитектором выступила американская компания Leo A Daly из Омахи. По состоянию на 2019 год башня № 1 являлась 20-м по высоте зданием Шэньчжэня. 
- 280-метровая башня № 1 имеет 60 наземных и 3 подземных этажа, 22 лифта, 690 парковочных мест, площадь — 115 000 м²[1][2][3].
- 250-метровая башня № 2 имеет 57 этажей[4][5].
- 185-метровая башня № 3 имеет 45 этажей[6].
- 156-метровая башня № 4 имеет 37 этажей[7].

В башнях № 2 и 4 имеются отели. Также в состав комплекса входит большой торговый центр Excellence Intown. На первых этажах офисных башен расположены кофейня Starbucks, розничные отделения Nanyang Commercial Bank, Agricultural Bank of China, Industrial and Commercial Bank of China и HSBC, а также офис Mizuho Corporate Bank.